# Комплексний логарифм

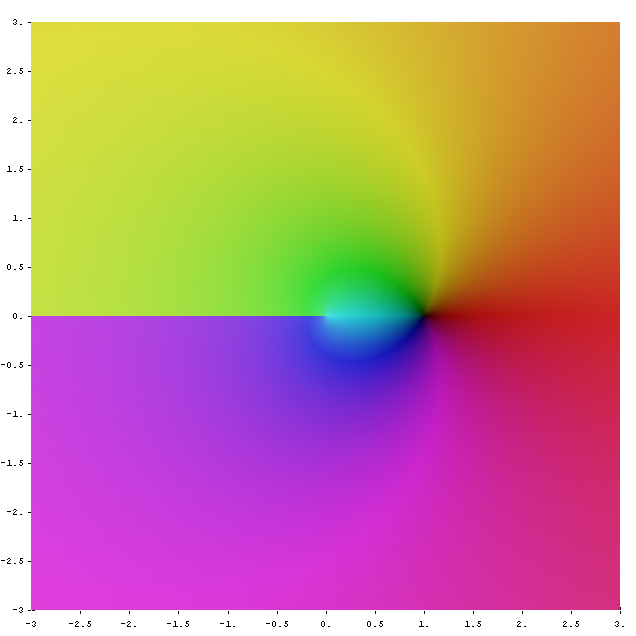
Наочне подання функції натурального комплексного логарифма (головна гілка). Аргумент значення функції позначається кольором, а модуль яскравістю

Ко́мплексний логари́фм — аналітична функція, що отримується поширенням дійсного логарифма на всю комплексну площину (крім нуля). Існує кілька еквівалентних способів такого поширення. Має широке застосування в комплексному аналізі. На відміну від дійсного випадку, функція комплексного логарифма багатозначна.

## Визначення та властивості
Для комплексних чисел логарифм можна визначити так само, як і, для дійсних, тобто як обернення показникової функції. На практиці використовують практично лише натуральний комплексний логарифм, основа якого — число Ейлера {\displaystyle e}: зазвичай його позначають {\displaystyle \mathrm {Ln} \,z}.
| Натуральний логарифм комплексного числа {\displaystyle z} визначається як розв'язок {\displaystyle w} рівняння {\displaystyle e^{w}=z.} |

Інші, еквівалентні цьому, варіанти визначення наведено нижче.
У полі комплексних чисел розв'язок цього рівняння, на відміну дійсного випадку, не визначено однозначно. Наприклад, за тотожністю Ейлера {\displaystyle e^{\pi i}=-1}; однак також {\displaystyle e^{-\pi i}=e^{3\pi i}=e^{5\pi i}\dots =-1}. Це пов'язано з тим, що показникова функція вздовж уявної осі є періодичною (з періодом {\displaystyle 2\pi }), і нескінченно багато разів набуває тих самих значень. Таким чином, комплексна логарифмічна функція {\displaystyle w=\mathrm {Ln} \,z} є багатозначною.
Комплексний нуль не має логарифма, оскільки комплексна експонента не набуває нульового значення. Ненульове {\displaystyle z} можна подати в показниковій формі:
{\displaystyle z=r\cdot e^{i(\varphi +2\pi k)}\;\;,} де {\displaystyle k} — довільне ціле число.
Тоді {\displaystyle \mathrm {Ln} \,z} знаходять за формулою:
{\displaystyle \mathrm {Ln} \,z=\ln r+i\left(\varphi +2\pi k\right)}
Тут {\displaystyle \ln \,r=\ln \,|z|} — дійсний логарифм. Звідси випливає:
| Комплексний логарифм {\displaystyle \mathrm {Ln} \,z} існує для будь-якого {\displaystyle z\neq 0}, і його дійсна частина визначається однозначно, тоді як уявна частина має нескінченно багато значень, що відрізняються на ціле кратне {\displaystyle 2\pi .} |

Дійсна частина комплексного логарифма

З формули видно, що в одного й лише одного зі значень уявна частина перебуває в інтервалі {\displaystyle (-\pi ,\pi ]} . Це значення називають головним значенням комплексного натурального логарифма. Відповідна (вже однозначна) функція називається головною гілкою логарифма та позначається {\displaystyle \ln \,z}. Іноді через {\displaystyle \ln \,z} також позначають значення логарифма, що лежить не на головній гілці. Якщо {\displaystyle z} — дійсне число, то головне значення його логарифма збігається зі звичайним дійсним логарифмом.
З наведеної формули також випливає, що дійсна частина логарифма визначається через компоненти аргументу так:
{\displaystyle \operatorname {Re} (\ln(x+iy))={\frac {1}{2}}\ln(x^{2}+y^{2})}
На малюнку показано, що дійсна частина як функція компонентів центрально-симетрична і залежить лише від відстані до початку координат. Її отримують обертанням графіка дійсного логарифма навколо вертикальної осі. З наближенням до нуля функція прагямує до {\displaystyle -\infty .}
Логарифм від'ємного числа знаходять за формулою:
{\displaystyle \mathrm {Ln} (-x)=\ln x+i\pi (2k+1)\qquad (x>0,\ k=0,\pm 1,\pm 2\dots )}

## Приклади значень комплексного логарифма
Наведемо головне значення логарифма ({\displaystyle \ln }) та загальний його вираз ({\displaystyle \mathrm {Ln} }) для деяких аргументів:
{\displaystyle \ln(1)=0;\;\mathrm {Ln} (1)=2k\pi i}
{\displaystyle \ln(-1)=i\pi ;\;\mathrm {Ln} (-1)=(2k+1)i\pi }
{\displaystyle \ln(i)=i{\frac {\pi }{2}};\;\mathrm {Ln} (i)={\frac {1}{2}}i\pi (4k+1)}
Слід бути обережним при перетвореннях комплексних логарифмів, враховуючи, що вони багатозначні, і тому з рівності логарифмів будь-яких виразів не випливає рівність цих виразів. Приклад помилкового міркування:
{\displaystyle i\pi =\ln(-1)=\ln((-i)^{2})=2\ln(-i)=2(-i\pi /2)=-i\pi } — очевидна помилка.
Зазначимо, що ліворуч стоїть головне значення логарифма, а праворуч — значення нижчої гілки ({\displaystyle k=-1}). Причина помилки — необережне використання властивості {\displaystyle \log _{a}{(b^{p})}=p~\log _{a}b}, яке, загалом, має на увазі в комплексному випадку весь нескінченний набір значень логарифма, а не лише головне значення.

## Комплексна логарифмічна функція та ріманова поверхня

Ріманова поверхня для комплексного логарифма

У комплексному аналізі замість розгляду багатозначних функцій на комплексній площині прийнято інше рішення: розглядати функцію як однозначну, але визначену не на площині, а на складнішому многовиді, який називають рімановою поверхнею. Комплексна логарифмічна функція також належить до цієї категорії: її образ (див. рисунок) складається з нескінченного числа гілок, закручених у вигляді спіралі. Ця поверхня безперервна і однозв'язна. Єдиний нуль у функції (першого порядку) виходить, коли {\displaystyle z=1}. Особливі точки: {\displaystyle z=0} і {\displaystyle z=\infty } (точки галуження нескінченного порядку).
У силу однозв'язності ріманова поверхня логарифма є універсальною накривною для комплексної площини без точки {\displaystyle 0}.

## Аналітичне продовження
Логарифм комплексного числа також можна визначити як аналітичне продовження дійсного логарифма на всю комплексну площину. Нехай крива {\displaystyle \Gamma } починається в одиниці, закінчується в z, не проходить через нуль і не перетинає від'ємної частинини дійсної осі. Тоді головне значення логарифма в кінцевій точці {\displaystyle w} кривої {\displaystyle \Gamma } можна визначити за формулою :
{\displaystyle \ln z=\int \limits _{\Gamma }{du \over u}}
Якщо {\displaystyle \Gamma } — проста крива (без самоперетинів), то для чисел, що лежать на ній, логарифмічні тотожності можна застосовувати без побоювань, наприклад:
{\displaystyle \ln(wz)=\ln w+\ln z,~\forall z,w\in \Gamma \colon zw\in \Gamma }
Головна гілка логарифмічної функції неперервна і диференційовна на всій комплексній площині, крім від'ємної частини дійсної осі, на якій уявна частина стрибком змінюється на {\displaystyle 2\pi }. Але цей факт є наслідком штучного обмеження уявної частини головного значення інтервалом {\displaystyle (-\pi ,\pi ]}. Якщо розглянути всі гілки функції, то неперервність є у всіх точках, крім нуля, де функція не визначена. Якщо дозволити кривій {\displaystyle \Gamma } перетинати від'ємну частину дійсної осі, то перший такий перетин переносить результат з гілки головного значення на сусідню гілку, а кожен наступний перетин викликає аналогічне зміщення по гілках логарифмічної функції (див. малюнок).
З формули аналітичного продовження випливає, що на будь-якій гілці логарифма:
{\displaystyle {\frac {d}{dz}}\ln z={1 \over z}}
Для будь-якого кола {\displaystyle S}, що охоплює точку {\displaystyle 0}:
{\displaystyle \oint \limits _{S}{dz \over z}=2\pi i}
Інтеграл береться в додатному напрямку (проти годинникової стрілки). Ця тотожність лежить в основі теорії лишків.
Можна також визначити аналітичне продовження комплексного логарифма за допомогою версій ряду Меркатора, відомих для дійсного випадку:

| {\displaystyle \ln(1+x)=x-{\frac {x^{2}}{2}}+{\frac {x^{3}}{3}}-{\frac {x^{4}}{4}}+\dots } | \| \| \| \| \| \| \| \| | (Ряд 1) |
|                                                                                            |                         |         |
|                                                                                            |                         |         |

| {\displaystyle \ln \left({\frac {1+x}{1-x}}\right)=2\left(x+{\frac {x^{3}}{3}}+{\frac {x^{5}}{5}}+{\frac {x^{7}}{7}}+\dots \right)} | \| \| \| \| \| \| \| \| | (Ряд 2) |
| |                         |         |
| |                         |         |
Проте з вигляду цих рядів випливає, що в одиниці сума ряду дорівнює нулю, тобто ряд стосується лише до головної гілки багатозначної функції комплексного логарифма. Радіус збіжності обох рядів дорівнює 1.

## Зв'язок із оберненими тригонометричними та гіперболічними функціями
Оскільки комплексні тригонометричні функції пов'язані з експонентою (формула Ейлера), то комплексний логарифм як обернена до експоненти функція пов'язаний із оберненими тригонометричними функціями:
{\displaystyle \operatorname {Arcsin} z=-i\operatorname {Ln} (iz+{\sqrt {1-z^{2}}})}
{\displaystyle \operatorname {Arccos} z=-i\operatorname {Ln} (z+i{\sqrt {1-z^{2}}})}
{\displaystyle \operatorname {Arctg} z=-{\frac {i}{2}}\ln {\frac {1+zi}{1-zi}}+k\pi \;(z\neq \pm i)}
{\displaystyle \operatorname {Arcctg} z=-{\frac {i}{2}}\ln {\frac {zi-1}{zi+1}}+k\pi \;(z\neq \pm i)}
Гіперболічні функції на комплексній площині можна розглядати як тригонометричні функції уявного аргументу, тому тут має місце зв'язок із логарифмом:
{\displaystyle \operatorname {Arsh} z=\operatorname {Ln} (z+{\sqrt {z^{2}+1}})} — обернений гіперболічний синус
{\displaystyle \operatorname {Arch} z=\operatorname {Ln} \left(z+{\sqrt {z^{2}-1}}\right)} — обернений гіперболічний косинус
{\displaystyle \operatorname {Arth} z={\frac {1}{2}}\operatorname {Ln} \left({\frac {1+z}{1-z}}\right)} — обернений гіперболічний тангенс
{\displaystyle \operatorname {Arcth} z={\frac {1}{2}}\operatorname {Ln} \left({\frac {z+1}{z-1}}\right)} — обернений гіперболічний котангенс

## Історія
Перші спроби поширити логарифми на комплексні числа робили на рубежі XVII-XVIII століть Лейбніц і Йоганн Бернуллі, однак створити цілісну теорію їм не вдалося — насамперед з тієї причини, що тоді ще не було чітко визначено поняття логарифма. Дискутували з цього приводу спочатку Лейбніц і Бернуллі, а в середині XVIII століття — д'Аламбер і Ейлер. Бернуллі та Д'Аламбер вважали, що слід визначити {\displaystyle \log(-x)=\log(x)}, тоді як Лейбніц доводив, що логарифм від'ємного числа — уявне число. Повну теорію логарифмів від'ємних і комплексних чисел опублікував у 1747—1751 роках  Ейлер і вона, по суті, нічим не відрізняється від сучасної. Хоча суперечка тривала (д'Аламбер відстоював свою думку і докладно аргументував її в статті своєї «Енциклопедії» та інших працях), підхід Ейлера до кінця XVIII століття набув загального визнання.
У XIX столітті, з розвитком комплексного аналізу, дослідження комплексного логарифма стимулювало нові відкриття. Гаусс 1811 року розробив повну теорію багатозначності логарифмічної функції, яка визначається як інтеграл від {\displaystyle {\frac {1}{z}}}. Ріман, спираючись на вже відомі факти про цю та аналогічні функції, побудував загальну теорію ріманових поверхонь.
Розробка теорії конформних відображень показала, що меркаторівську проєкцію в картографії, яка виникла ще до відкриття логарифмів (1550), можна описати як комплексний логарифм.